# Barty Smith
(en) Statistiques sur pro-football-reference
Barton Elliott Smith (né le 23 mars 1952 à Richmond) est un joueur américain de football américain évoluant au poste de running back.

## Lycée
Smith fait ses études à la Douglas Freeman High School où il s'illustre dans quatre sports. En 1969, il est nommé meilleur joueur au niveau lycéen de l'État de Virginie. 

## Carrière

### Université
Il entre à l'université de Richmond et entre dans l'équipe de football américain des Spiders. Durant ses années, il est nommé parmi les meilleurs joueurs de la Southern Conference. Il écrit une page de l'histoire de Richmond en faisant partie de la seule équipe des Spiders à se classer dans les vingt meilleures équipes de la division un. L'université remporte aussi le titre de champion de la Southern Conference et participe au Tangerine Bowl.
En 1972, Smith est un des prétendants au Jacobs Blocking Trophy mais ne le remporte pas. En 1973, il remporte le Coffman Award, décerné au meilleur joueur du East-West Shrine Game de San Francisco. Il se classe huitième au classement des yards de l'université avec 1941 et quinze touchdowns.

### Professionnel
Barty Smith est sélectionné au premier tour du draft de la NFL de 1974 par les Packers de Green Bay au douzième choix. Lors de ces sept années à Green Bay, il n'est titularisé à aucune reprise et entre en cours de match. Il inscrit vingt-et-un touchdowns avec les Packers et parcourt 1942 yards, se classant seizième au classement de Green Bay. En 1977, il remporte le titre de joueur offensive de l'année chez les Packers après avoir parcouru 554 yards. 

## Palmarès
- Coffman Award 1973
- Membre du Hall of Fame de l'université de Richmond. (introduit en 1976)
- Équipe de tous les temps des Spiders de Richmond (liste de 1990)
- Membre de la Virginia High School Hall of Fame (introduit en 1998)
- Joueur offensif de l'année 1977 chez les Packers